# Juliano, o Hospitalário
Juliano, o Hospitalário, é um santo católico de existência duvidosa. Dependendo da versão, sua origem pode ser Le Mans, França, provavelmente uma confusão com São Juliano de Le Mans, Ath, Bélgica, ou Nápoles, na Itália. Os locais onde ficavam os hospitais construídos por ele também são motivo de debate, variando das margens do rio Gardon, na Provença, até uma ilha perto do rio Potenza, na direção de Macerata, na Itália.
Juntamente com o arcanjo São Rafael e São Cristóvão, São Juliano era conhecido como padroeiro dos viajantes e também de diversas cidades, como Ghent e Macerata. O Pai Nosso de São Juliano já aparece no "Decamerão" (1353), de Boccaccio, e ainda é parte da tradição oral em alguns lugares da Itália. O relato também está na "Lenda Dourada", do século XIII, obra do padre dominicano genovês Giacomo da Varazze. Um belo vitral de São Juliano, obra de um artista desconhecido na Catedral de Chartres, também é do século XIII. Os primeiros afrescos sobre ele estão na Catedral de Trento (séc. XIV) e no Palazzo Comunale di Assisi.

## Lenda Dourada

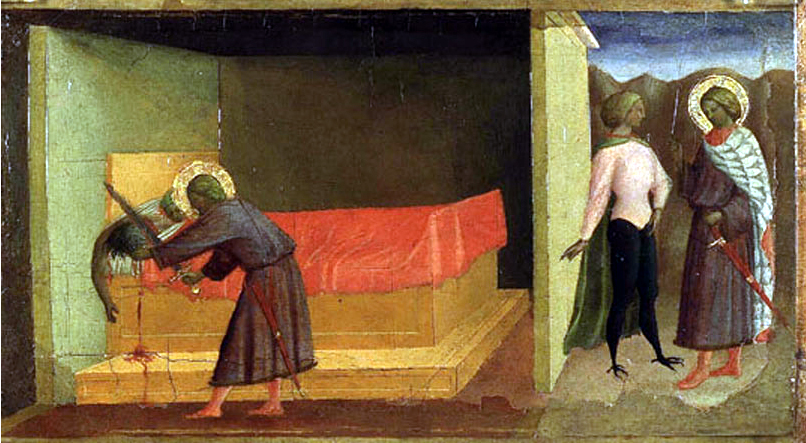
São Juliano assassinando seus pais por engano.
1425-6. Por Masolino e atualmente no Museu Ingres, em Montauban, França.

De acordo com de Varazze, na noite que Juliano nasceu, seu pai, um nobre, viu bruxas pagãs amaldiçoarem secretamente seu filho para que ele matasse seus pais. O pai queria se livrar do garoto, mas a mãe não deixou. Conforme ele foi crescendo para se tornar um belo jovem, sua mãe regularmente caía em prantos por causa do grande pecado que ele estava destinado a cometer. Quando finalmente descobriu o motivo das lágrimas, Juliano jurou que "jamais cometeria tal pecado" e, "com grande fé em Cristo, fugiu, cheio de coragem" para tão longe quanto pôde de seus pais. Algumas versões afirmam que foi a mãe que contou-lhe quando Juliano tinha apenas dez anos enquanto outras afirmam que teria sido um veado que ele encontrou na floresta enquanto caçava (uma cena muito utilizada depois para representá-lo na arte cristã). Depois de cinquenta dias andando, Juliano finalmente chegou na Galiza (Espanha), onde casou-se com "uma boa mulher", que, conta-se, era uma rica viúva.
Vinte anos depois, seus pais decidiram procurar pelo filho de trinta anos. Quando chegaram, visitaram o altar de São Tiago e "assim que saíram da igreja, encontraram uma mulher sentada numa cadeira do lado de fora, cumprimentaram-na e pediram-lhe, "pelo amor de Jesus", se ela podia recebê-los para passar a noite, pois estavam cansados. Ela deixou-os entrar e contou-lhes que seu marido, Juliano, estava fora caçando. A mãe e o pai ficaram muito felizes por terem encontrado o filho, assim como a esposa de Juliano pela coincidência. "Ela cuidou bem deles e eles descansaram na cama do casal". Mas "o inimigo" saiu em busca de Juliano e contou-lhe: "Tenho notícias tristes para você. Enquanto você está aqui caçando, sua esposa está na cama abraçando outro homem. Eles estão lá neste momento, dormindo".
Segundo de Verazze, Juliano correu para casa e encontrou um homem e uma mulher em sua cama. Ele sacou sua espada e matou os dois. Quando estava prestes a fugir, viu sua mulher conversando com outras mulheres. Ela correu para contar-lhe a novidade e Juliano imediatamente lembrou-se da maldição, o que o deixou furioso. "O astuto inimigo mentiu para mim e disse que minha esposa estava me traindo!". Eles não tiveram filhos, mas sempre foram muito prósperos. Depois de buscar redenção em Roma, Juliano construiu sete hospitais e vinte e cinco hospedagens.
A história termina assim: "O 'inimigo' conspirou novamente para arruinar Juliano: disfarçado como um pobre peregrino, ele recebeu a hospitalidade de Juliano junto com outros. À meia-noite, ele acordou e causou uma enorme destruição". Na manhã seguinte, Juliano viu o prejuízo e jurou jamais deixar ninguém entrar em sua casa novamente e estava tão furioso que expulsou todos os que já estavam lá. 
| “ | E Jesus foi até ele disfarçado de peregrino em busca de descanso e pediu-lhe humildemente, em nome de Deus, por abrigo. Mas Juliano respondeu-lhe com desdém: 'Não te deixarei entrar. Vá embora, pois em outra noite minha casa foi tão vandalizada que eu jamais te deixarei entrar'. E Cristo então lhe disse: 'Segura meu cajado, por favor'. Juliano, envergonhado, segurou-o, mas não conseguia mais soltá-lo. Juliano reconheceu-o de imediato e disse 'Ele me enganou, 'o inimigo' que não quer que eu seja teu servo fiel. Mas eu te abraçarei, não ligo para ele; e por teu amor darei abrigo a quem precisar'. Ele ajoelhou-se e Jesus perdoou-o e Juliano pediu-lhe o perdão para sua esposa e seus pais. | ” |

Algumas versões omitem este segundo erro e contam que um anjo teria visitado Juliano e o perdoado.

## Veneração em Malta
A devoção a São Juliano começou em Malta no século XV, logo depois da descoberta de suas relíquias na cidade de Macerata, e foi iniciada pela família nobre De Astis, muito proeminente na ilha na época e que tinha fortes ligações com o bispo de Macerata. Três igrejas foram construídas em sua homenagem antes da chegada dos Cavaleiros Hospitalários: em Tabija, perto de Mdina; em Luqa; e em Senglea (Isla). Esta última contava com uma sala especial para os caçadores e serviu para popularizar sua devoção entre os marinheiros que chegavam para visitar as três cidades. No século XVI, havia um hospital, Ospedale di San Giuliano, na cidadela de Gozo, mais um sinal da grande devoção ao santo na ilha. Como parte dos Hospitalários, os Cavaleiros de São João ajudaram a espalhar a devoção. Em 1539, eles reconstruíram a igreja em Senglea e, no ano seguinte, construíram outra na paróquia de Birkirkara, uma região que, desde então, passou a se chamar St. Julian's. Em 1891, a igreja tornou-se a igreja paroquial, a única dedicada ao santo em Malta.